# 神吉城
神吉城（かんきじょう）は、播磨国印南郡（兵庫県加古川市）にあった日本の城。平城。別名、真名井城（まないじょう）、奈幸子城（なこしじょう）とも呼ばれる。一部遺構として土塁、空堀が残る。

## 沿革
赤松氏一族の神吉氏が築城、初代城主は赤松則村（円心）の子孫で播磨明石郡の神出城主赤松範次（神出左衛門範次）が印南郡神吉の庄を領して神吉城を築き、範次の子・元頼が神吉城主となり神吉氏を称した。神吉城は神吉の集落全体が城域で、中の丸・東の丸・西の丸・二の丸の4つの曲輪を持つ縄張りの城で、中の丸には低層ながらも天守閣が建てられていたといわれる。
山名氏清の明徳の乱では幕府方で功績を残したといわれる。
現在、城跡は中の丸が法性山常楽寺、西の丸が真宗寺となっている。なお、常楽寺の本堂裏にある墓地には城主神吉頼定の墓がある。わがまち加古川60選のNo.48である。

## 秀吉の播磨攻め
天正6年（1578年）2月、加古川城での毛利討伐の軍議で別所氏と羽柴秀吉が決裂し三木合戦が始まった際、城主神吉頼定は同じ赤松氏一族の別所氏についた。このため、神吉城も秀吉と戦うこととなる。周辺の野口城・志方城・高砂城と共に守りを固め、頼定は三木の大村坂で秀吉勢を攻め立て、大勝利を収めた。
しかし、秀吉は周囲から落とす作戦に切り替え、まず4月6日に野口城が落城し、続いて6月23日（グレゴリオ暦7月27日）に神吉合戦が始まった。頼定は兵約2000人で籠城し、対する秀吉勢は織田信忠・明智光秀・佐久間信盛・荒木村重ら約3万人で攻め、秀吉勢は頼定の叔父神吉貞光（藤太夫）を佐久間信盛を通して謀略で味方に引き入れ頼定を暗殺、7月16日（8月19日）に神吉城は落城したとされる。
また、秀吉は神吉城を攻める際に、生石神社に対し陣所に貸与せよと申し出たが、陣所には貸さぬと拒否されたため焼き討ちにしたとされる（時の生石神社宮司は頼定の弟とされる）。